# ラ・クレロン

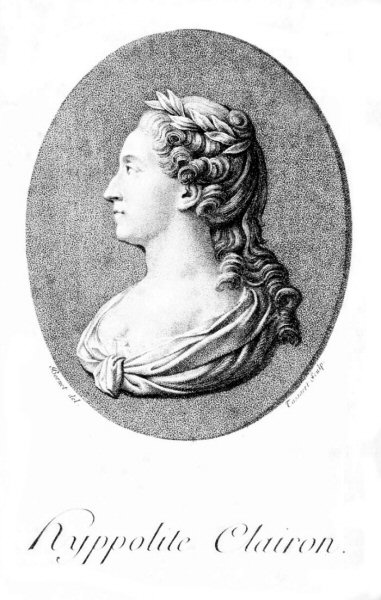
ラ・クレロン

ラ・クレロン（La Clairon, 1723年1月25日 - 1803年1月29日）はフランスの女優。本名はClair Josèphe Hippolyte Leris。現ベルギーのエノー州コンデ・シュル・レスコーで、陸軍曹長の娘として生まれた。
1736年、コメディ・イタリエンヌにてピーエル・ド・マリヴォーの『奴隷の島』の端役で、初舞台を踏んだ。地方で数年を過ごした後、パリに戻る。『フレティヨンことルーエンのコメディの女優、クロネル嬢の物語、自ら記す』（Histoire de la vie et mœurs de Mlle Cronel, dite Frétillon, écrite par elle-même, actrice de la Comédie de Rouen、ハーグ、1746年）と題す中傷パンフレットが書き立てたり、自筆の『ヒッポリト・クレロン回想録』（Mémoires d'Hippolyte Clairon、1798年）に記されたほどではなかったにせよ、彼女の生活は荒んでおり、コメディ・フランセーズでのデビューの機会を得るのに苦労することとなった。しかし、ついにラシーヌの悲劇フェードルの主役の座をつかみ、大きな成功を収めた。その後22年間にわたり、コメディ・フランセーズで好敵手マリー・フランソワーズ・デュメスニルと人気を二分しつつ、古典悲劇の役を務め、ヴォルテール、ジャン・フランソワ・マルモンテル、ベルナール・フランソワ・ソーランやピエール・ド・ブロワなどの新作にも出演した。
1766年に引退し、後進の指導にあたる。その中には、ロクール嬢もいた。イギリスの詩人オリヴァー・ゴールドスミスは、クレロン嬢について「私が舞台をみたなかでもっとも完璧な女性」と評し（The Bee, 2nd No.）、また同じくイギリスの俳優デビッド・ギャリックは、当意即妙の即興的演技の弱さを指摘しつつも、芸術と神から恵まれたあらゆる天分があると評した。